# Марьято
Марьято (исп. Punta Mariato) — мыс на юге Панамы, являющийся крайней южной точкой Северной Америки.

## География
Мыс Марьято расположен в южной части провинции Верагуас в Центральной Панаме. Мыс расположен на юго-западной оконечности полуострова Асуэро непосредственно на берегу Тихого океана около 70 км к западу от Тоноси и примерно в 350 км к юго-западу от Панама-Сити.
Мыс Марьято необитаем и покрыт мангровыми и тропическими лесами и является частью большого природного заповедника Национальный парк Серро Хойя площадью 33 400 га. Резерват, находящийся в соседней провинции Лос Сантос, классифицируется в ЮНЕСКО как биосферный резерват.
Этот район является труднодоступным из-за небольшого числа автодорог, но вода вокруг мыса популярна у сёрфенгистов и рыболовов-любителей. Мыс Марьято является частью одноимённого округа.

## История
Национальный парк Серро Хойя был создан 2 октября 1984 года и является родиной большинства оставшихся обитателей джунглей в регионе Асуэро, а также средой обитания для ряда исчезающих видов.